# 온회
온회(溫恢, ? ~ ?)는 후한 말기 ~ 조위의 관료로, 자는 만기(曼基)이며 태원군 기현(祁縣) 사람이다. 호강교위(護羌校尉) 온서(溫序)의 후손으로, 아버지 온서(溫恕)는 탁군태수였다.

## 같이 보기
- 삼국지 인물 목록